# 할리카르나소스의 마우솔레움
할리카르나소스의 마우솔레움(그리스어: Μαυσωλείο της Αλικαρνασσού, 튀르키예어: Halikarnas Mozolesi), 마우솔로스의 영묘 또는 마우솔로스의 능묘는 할리카르나소스(현재 터키의 남서쪽 해안 도시 보드룸)에 있는 고대 세계 7대 불가사의 중 하나이다. 약 기원전 353년에서 350년 사이에 건립되었다. 마우솔레움에는 페르시아 제국의 사트라프(군사, 내정 양권을 장악한 태수)였던 마우솔로스와 그의 아내이자 누이인 아르테미시아 2세가 안치되었다. 그리스인 건축가들에 의해 지어졌으며, 건축 양식은 마우솔로스가 침공한 지역인 '리키아'지방의 양식을 따른것으로 보인다. 다른 이름으로 '마우솔레움'이라고도 불린다.
마우솔레움은 대략 45m의 높이를 갖고 있으며, 네 면은 모두 종교적인 장식물들로 꾸며져 있었다. 완공된 무덤은 워낙 그 크기와 규모가 장대했기 때문에, 인류의 업적으로 불렸으며, 고대의 불가사의 중 하나로 지정되었다. 이 무덤은 12세기와 15세기 사이에 지진으로 인해 파괴되었으며, 현재 없어진 6개의 고대 불가사의들 중 가장 늦게 파괴되었다.
이로부터 유래된 '마우솔레움'이라는 단어는 오늘날 주요 인물을 기념하는 무덤을 칭할 때 쓰는 단어로 그 뜻이 넓어졌다.

## 건설 배경

### 페르시아 제국
기원전 4세기 경, 이 지방에는 소아시아 서부의 '카리아' 지방을 통치하는 페르시아 제국에 속한 작은 왕국이 있었다. 당시 이 고대 왕국은 '헤카톰누스'라는 왕에 의해 다스려지고 있었고, 헤카톰누스는 주위의 몇몇 도시와 구역들을 관할하고 있었다. 기원전 377년, 헤카톰누스가 사망하자 그의 아들 마우솔로스와 딸 아르테미시아가 왕위를 이어받게 되었다. (당시 카리아에서는 통치자가 가문의 힘과 부를 유지하기 위해 자매와 결혼하는 것이 관습이었다) 마우솔로스는 공격적인 군사 정책으로 인해 그의 영토를 아나톨리아 지방의 남서부 해안까지 확장하였다. 이 과정에서 그는 '리키아' 지방의 영토에 그 곳의 문물들을 견문하게 되는데, 이때 본 거대한 무덤들이 나중에 그의 마우솔레움 건설에 영향을 주었다.
마우솔로스는 페르시아의 '사트라프'로 24년 동안 할리카르나소스와 그 주변 지역들을 통치했다. 그는 스스로 그리스어를 말할 수 있을 정도로 그리스의 삶과 정치를 동경하고 있었다고 한다. 이러한 이유로 그는 그리스풍의 도시들을 해안에 건설하였고, 그리스의 민주적인 정치제도를 이 도시들에 도입하려 하였다.

### 할리카르나소스

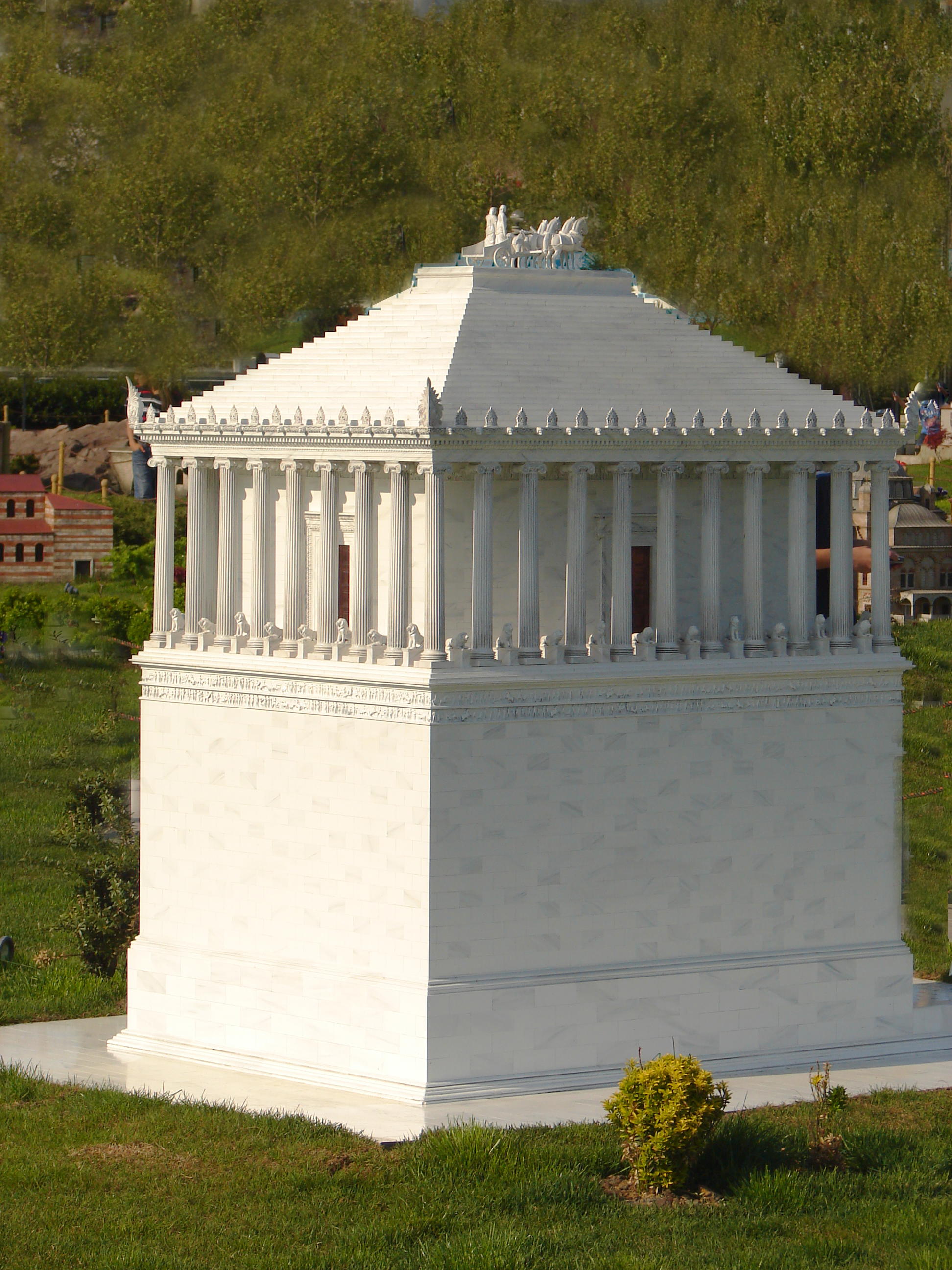
마우솔레움을 복원한 미니어처 (보드룸 수중고고학 박물관 소장)

마우솔로스는 웅장하고 난공불락의 수도를 새로 건설하기로 마음먹었다. 그는 새로운 수도로 '할리카르나소스'를 낙점했고, 막대한 양의 세금을 이 도시를 새로 꾸미기 위해 쏟아부었다. 그는 이 도시에 대리석으로 조각상, 궁전, 신전들을 세웠다. 그는 할리카르나소스 앞바다를 깊게 파고, 방어를 위해 성벽과 망대를 만들었다. 또한 시장에 인접한 곳에 큰 항구를 건설하고, 그 안쪽에 숨겨진 작은 항구도 건설하였다. 도시 내부에는 시민들을 위한 광장, 도로, 주거시설들을 정비하여 4개의 문과 2개의 대로를 지었다. 도시에는 그리스풍의 극장과 전쟁의 신 아레스를 모신 신전도 지어졌고, 마우솔로스의 거대한 요새형 궁전이 만의 한 구역에 지어졌다. 이 궁전은 도시 전체를 철저히 감시하는 데 최적의 위치에 자리잡고 있었다. 마우솔로스가 기원전 353년에 세상을 떠나자, 그의 누이 아르테미시아가 홀로 왕국을 경영하게 되었다. 마우솔로스는 죽기 전부터 그를 위한 장대한 무덤을 계획하였다. 이 계획은 너무나 거대하여, 그의 자식 세대까지 이어져 완성되었는데, 이 무덤에 대한 명성과 소문이 워낙 자자하여, 심지어 지금까지도 '마우솔레움'은 무덤을 뜻하는 단어가 되었을 정도이다.

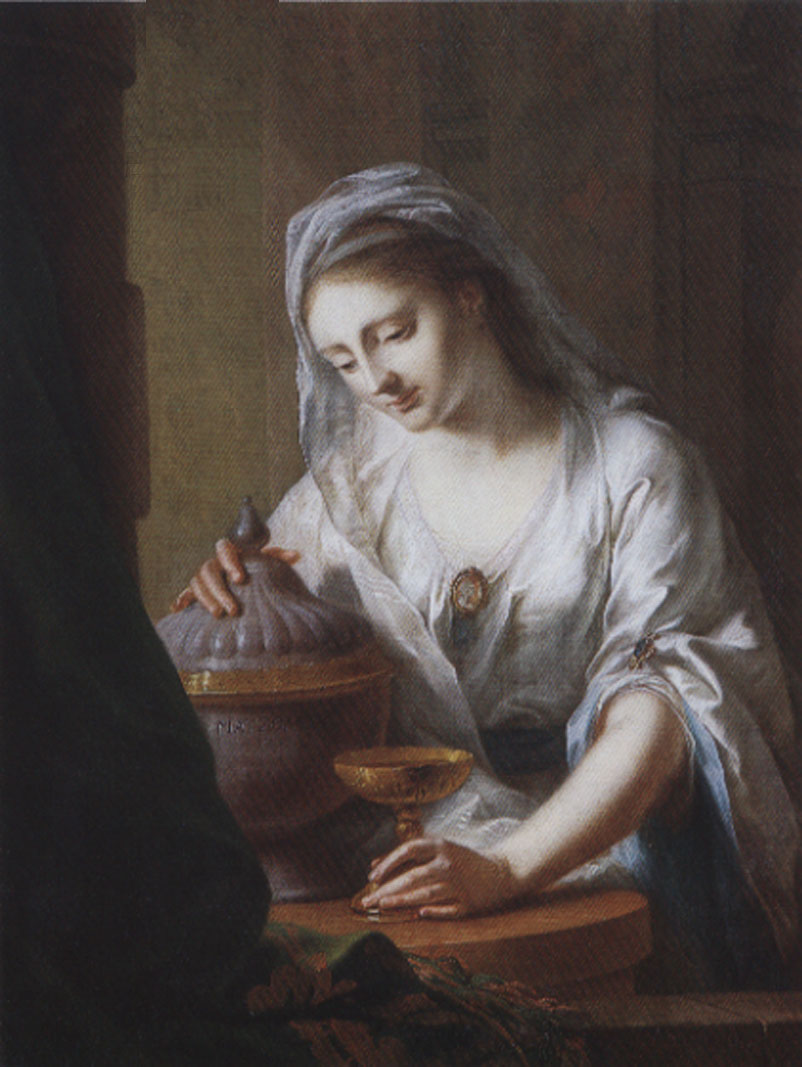
슬픔에 빠져 와인을 마시는 아르테미시아 (1775년 작)

무덤 건설을 시작한 직후, 아르테미시아는 자신에게 다가오는 위기를 알게 된다. 마우솔로스의 죽음을 알게 된 지중해의 로도스섬이 반란을 일으켜 수도 할리카르나소스를 공략하기 위해 해군을 보내온 것이었다. 이것을 알아차린 아르테미시아는 큰 항구 안쪽에 있던 비밀 항구에 자신의 배를 숨겼다. 그리고 로도스 군이 상륙을 시작하자 아르테미시아가 이끄는 해군은 로도스 해군의 측면을 기습하여 훌륭하게 물리쳤다. 그 후, 아르테미시아는 재치를 발휘하여 자신의 군대를 적선에 실어 로도스섬을 공략하러 출전했다. 로도스섬 사람들은 자신들의 해군이 승리하고 돌아왔다고 착각했기 때문에 방어도 하지 못했고, 마을은 함락되고 반란은 진압되었다.

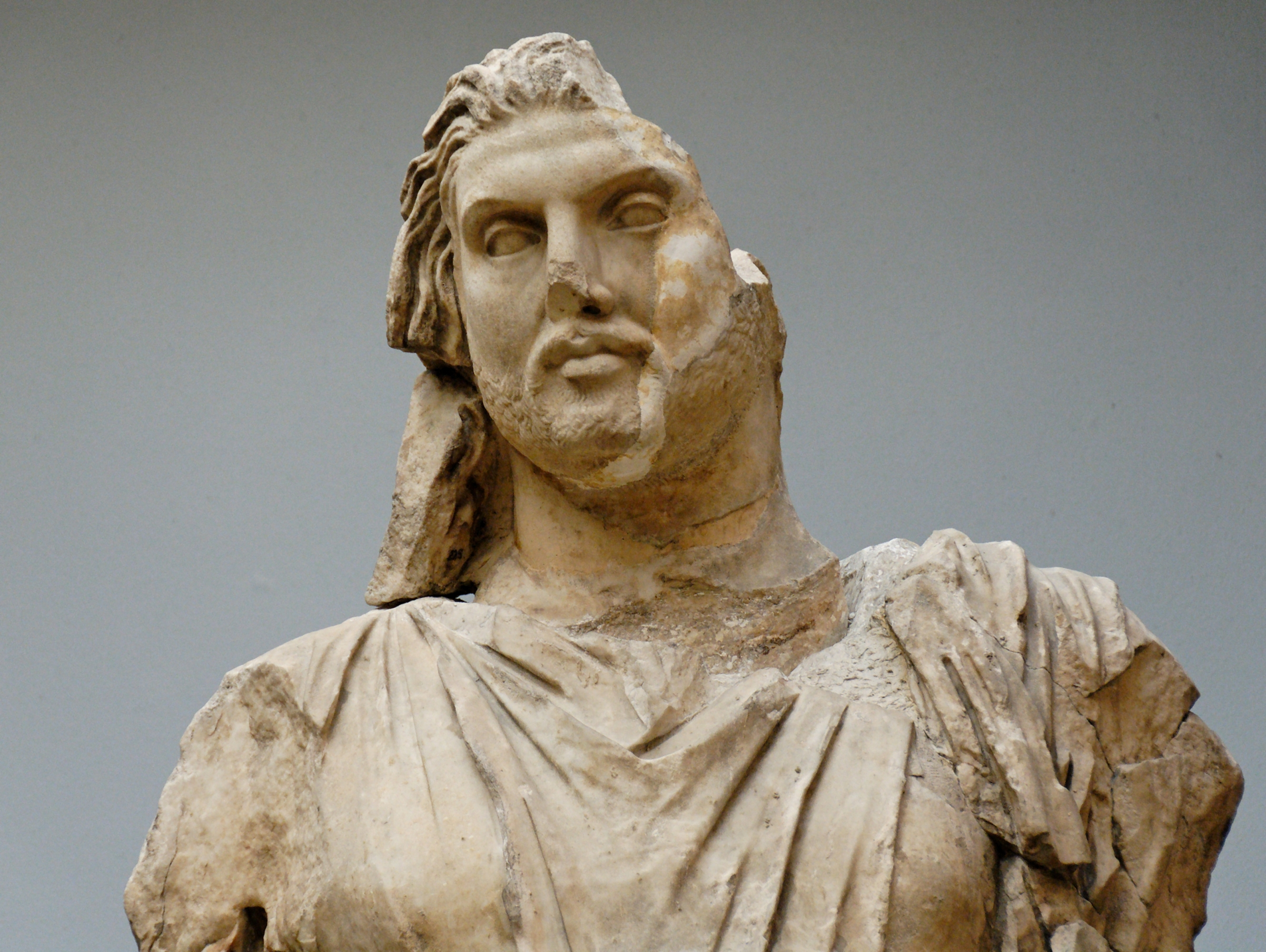
할리카르나소스의 마우솔리움 북쪽에서 발견된 마우솔로스로 추정되는 거상

아르테미시아는 마우솔로스가 죽고난 후 2년 후에 죽었다. 전설에 따르면 그녀는 남편 마우솔로스의 유골을 와인에 섞어 마시고, 슬픔에 잠긴 가운데 숨진 것으로 알려져있다. 이 전설로 인하여 아르테미시아는 헌신적인 아내의 상징이 되기도 하였다. 그들의 유해는 화장되어, 아직 미완이었던 무덤 내부에 안치되었고, 그들을 기리기 위해 희생된 제물들이 무덤으로 내려가는 계단 위에 놓여진 후, 이후 그 통로는 자갈과 흙으로 봉인되었다. 역사가 대 플리니우스에 의하면, 의뢰자가 죽은 이후에도 무덤의 조각가들은 계속 남아있기로 결정하였는데, 이는 이 무덤이 마우솔로스의 명성을 기리는 것 뿐만이 아니라, 조각가들 개개인의 자부심이자 명예이기도 했기 때문이다.

## 건설
마우솔레움 건설의 아이디어는 마우솔로스가 생전에 할리카르나소스를 지으며 같이 생각해냈을 가능성이 크다. 그가 죽은 이후에는 아르테미시아가 무덤 건설을 총감독하였는데, 아르테미시아는 무덤 건설비용을 조금도 아끼지 않았다. 그녀는 당시 가장 뛰어난 건축가와 예술가를 데려 오기 위해 그리스에 사자를 보냈고, 이렇게 2명의 유명한 건축가 프리에네의 프티오스와 사티로스가 참여했으며, 4명의 저명한 조각가 스코파스, 브리악시스, 레오카레스, 티모테오스가 축조에 참여했다. 그 중에서도 스코파스는 다른 세계 7대 불가사의 중 하나 에베소의 아르테미스 신전 건축에도 참여했을 정도로 실력이 출중하였다.
무덤은 마을을 내려다보는 언덕 위에 지어졌다. 벽돌 벽으로 둘러싸인 건축가들은 그 속에서 작업을 했다. 작업장의 중앙에 무덤 본체가 되는 석축이 놓여져 있었고, 사자의 석조상을 옆에 배치한 계단이 석축을 향해 세워졌다. 그리고 이 외벽을 따라 신과 여신상이 놓여져 있었으며, 모퉁이마다 말을 탄 전사의 조각상이 무덤을 지키는 형식으로 배치했다. 중앙에는 거대한 사각형 모양의 무덤이 마우솔레움 본관의 3분의 1이나 되는 높이로 솟아있었다고 한다. 또한 이곳의 상부에는 그리스 신화와 역사의 장면을 묘사한 조각이 새겨졌다. 스코파스가 동쪽을, 브리악시스가 북쪽을, 티모테오스가 남쪽을, 레오카레스가 서쪽의 조각을 맡았다. 스코파스는 그리스인과 아마조네스(호전적인 여성 부족)의 투쟁을 그렸고, 다른 3명은 라피타이와 켄타우로스의 투쟁 등을 그렸다.
무덤의 상단에는 36개의 가느다란 석조 기둥들이 세워졌다. 한 면에 10개의 기둥들이 세워졌고, 이 중 맨 끝 2개의 기둥은 서로 다른 면들이 공유했다. 기둥과 기둥 사이에는 석조 조각상들이 1개씩 놓여졌다. 기둥으로 둘러싸인 안쪽에는 거대한 지붕을 지탱하기 위한 돌 벽돌이 쌓였다. 무덤의 지붕은 건물 전체 높이의 3분의 1이나 차지했고, 피라미드 형식으로 지어졌다. 지붕의 맨 위에는 거대한 콰드리가(4마리 마차) 조각상이 놓였다. 이 마차에는 마우솔로스와 아르테미시아의 조각상이 타고 있었다고 전해지고 있지만, 아무것도 타고 있지 않았다는 설이 유력하다. 근거로는 그리스 세계에서 주인 없는 마차는 주인의 죽음을 의미했던 것으로, 마우솔로스와 아르테미시아의 조각상이 마차 조각상 근처에서 발견되었지만, 그들의 상이 마차를 타고 있는 모습을 하고 있지 않았다는 것을 이유로 들 수 있다. 그들의 상은 아마도 2층 또는 1층에 다른 조각상처럼 놓여 있던 것으로 추정된다.

## 역사
많은 현대 고고학자들은 2년이 그 거대한 무덤을 짓고 장식하기에는 터무니없이 짧은 시간이었음을 지적하며, 아마도 마우솔로스가 살아있었을 때부터 건설되기 시작됐을 것이라 추정한다.:68 마우솔레움의 건축 양식은 그리스식 신전과 거의 똑같았으며, 다른 점으로는 단지 그 외벽이 일반적인 그리스식 신전에 비해 약간 더 높았다는 것 뿐이다. 로마의 건축가 비트루비우스는 이 무덤을 지은 건축가들이 그에 대한 논문을 썼다고 기록했지만, 이 논문은 현재 전해지지 않는다.
역사가 대 플리니우스에 따르면, 무덤 그자체는 북쪽과 남쪽 면은 약 19m였고, 동쪽과 서쪽은 그보다 약간 짧았던 것으로 알려졌다. 둘레는 약 125m였고, 높이는 약 11.4m였다. 무덤은 36개의 기둥들로 둘러싸여 있었고, 지붕은 24개의 단으로 이루어져 있었으며, 마우솔레움 본관은 약 43m의 높이였다고 한다. 다만, 이같은 서술은 당시의 측정 단위를 제대로 고려하지 않고 서술한 것일 수 있으므로, 실제로는 훨씬 더 컸을 것이라는 반박 또한 존재한다.
발견된 조각상들은 실물보다 약간 더 큰 정도의 크기였다. 20개의 사자 조각상들이 발견되었고, 그 외에도 중요한 가치를 지닌 조각상들이 다수 발굴되었다. 또다른 중요한 발굴은 기반암의 두께였는데, 약 33m에서 39m에 달하는 기반암을 갖고 있었다고 한다. 할리카르나소스의 마우솔레움은 수없이 많은 아름다운 조각상들로 장식되어 있었으나, 시간이 지나며 현재 남아있는 것은 소수의 파편에 불과하다. 발굴된 조각상으로는 마우솔로스와 아르테미시아의 조각상, 코너마다 서있었을 것이라 추정되는 전사의 입상, 사자의 석상, 그 외에도 여성의 머리 모양의 장식용 석상들이 있고, 현재에도 그 발굴은 계속되고 있다.

## 후대

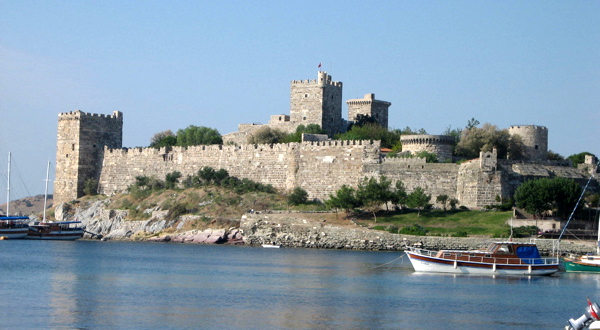
남동쪽에서 본 보드룸성

마우솔레움은 오랜 세월 동안 할리카르나소스 시가를 내려보았다. 기원전 334년 알렉산드로스 대왕때에도 무덤은 무사했고, 기원전 62년과 기원전 58년에 해적의 공격에서도 파괴되지 않았다. 무덤은 1600년이라는 긴 시간 동안 할리카르나소스의 폐허 위에 파괴되지 않고 무사히 서 있었다. 하지만 12세기에서 15세기 사이에 있었던 여러 차례의 지진으로 구조물이 내려앉으면서 마우솔레움의 지붕 위에 올려져 있던 마차상은 땅에 떨어져 파괴되었다. 1404년이 되면서, 마우솔레움은 그 기단 부분만을 알아볼 수 있을 정도로 심각하게 파손되었다.

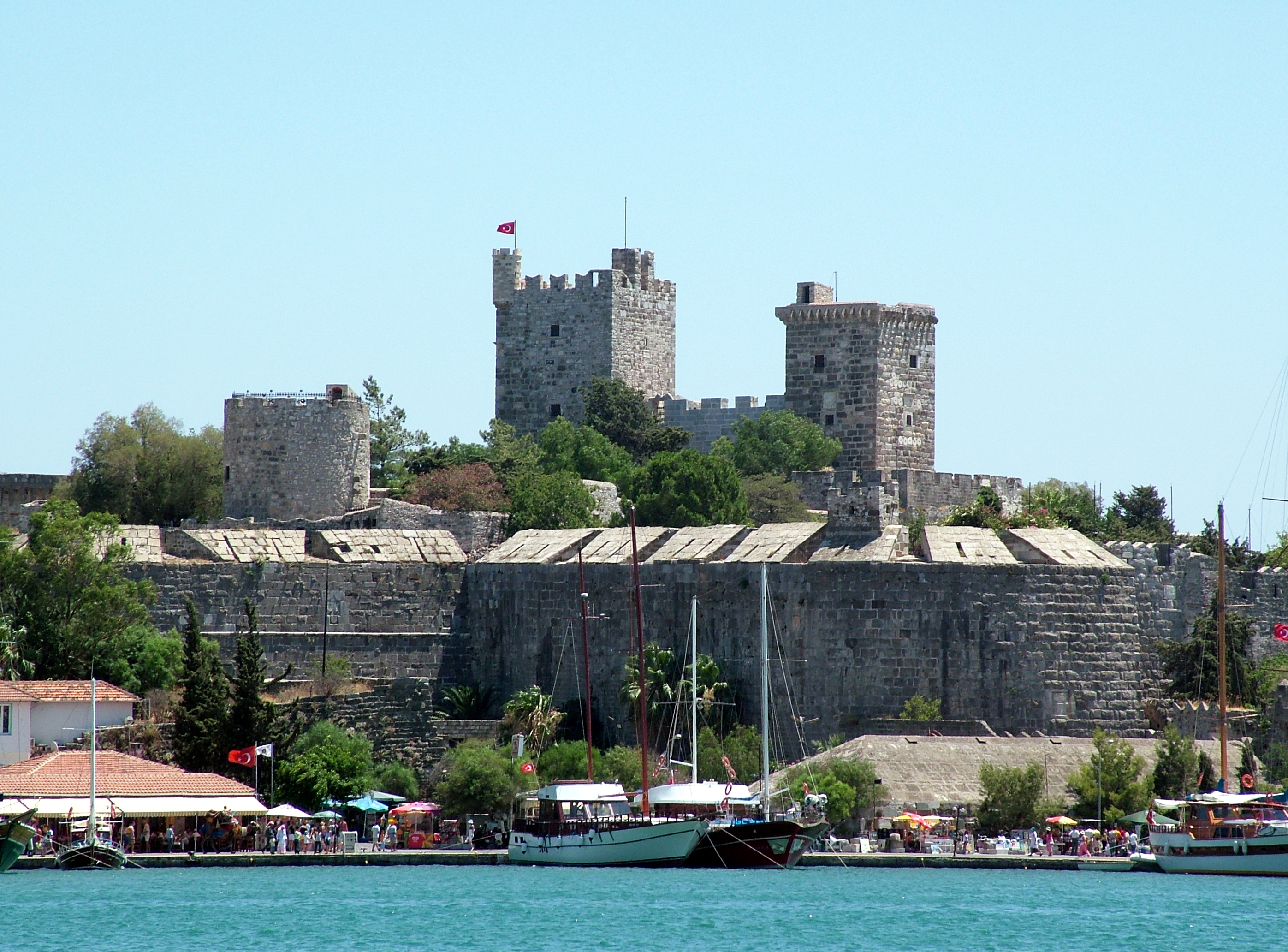
보드룸성

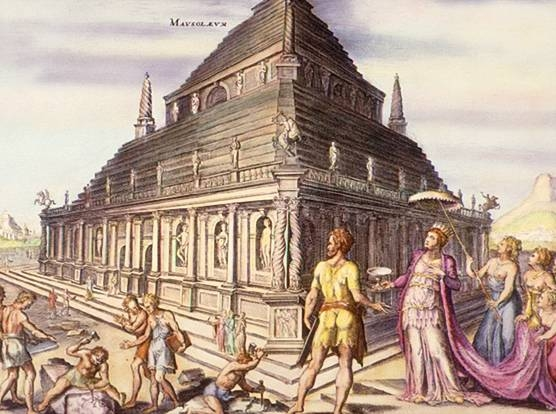
마우솔레움 건설을 시찰하는 아르테미시아 (16세기 그림)

로도스의 성 요한 기사단이 이 지방을 침공하여 보드룸 요새(성 베드로 성채)를 짓기로 결정, 마우솔레움의 훼손은 더더욱 가속화되었다. 1494년 요새 건설이 결정되면서, 그들은 마우솔레움의 잔해 석재를 이용했다. 또한 1522년 오스만 군이 쳐들어온다는 소문이 흘러나오자 그들은 보드룸의 요새를 강화하기 위해 남아 있던 파편도 모두 성벽을 강화하는데 사용했다. 오늘날에도 이 요새의 흔적이 남아 있는 성벽에서 무덤에 사용된 대리석을 찾아볼 수 있다. 후에 이 지방은 슐레이만 대제에 의해 정복되었고, 기사단이 서쪽으로 쫓겨간 이후 이 지역은 오토만 제국에 의해 통치되었다.
기록에 의하면 이 무렵 한 무리의 기사들이 마우솔레움 유적지의 토대로 출입하여, 거대한 관을 발견했다고 한다. 그곳을 발견한 때는 돌아갈 시간이었으므로, 기사들은 관을 열지 않고 돌아갔는데, 다음날 그들이 관을 열었을 때에는 이미 보물과 마우솔로스와 아르테미시아의 시신은 사라져 버렸다고 한다. 후대에 연구에 따르면, 이미 지하에 도굴꾼들이 구멍을 파 마우솔레움의 보물들을 다 훔쳐 갔으며, 마우솔로스와 아르테미시아는 화장되었기 때문에 그 시신을 당연하게도 찾아 볼 수 없었을 것이라 한다.
기사들은 마우솔레움에 남아 있던 조각들이 깨어져서, 성벽 자재가 되기 전에 몇 가지 뛰어난 작품을 보드룸성으로 옮겨서 모아 놓았다. 이는 십자군이 물러난 뒤에도 300년 동안 그것들은 그곳에 보관되어 있었다. 이들 중 일부는 대영박물관에 소장되거나, 이후 무덤 유적의 발굴 자료로 영향을 주게 된다.

## 발굴

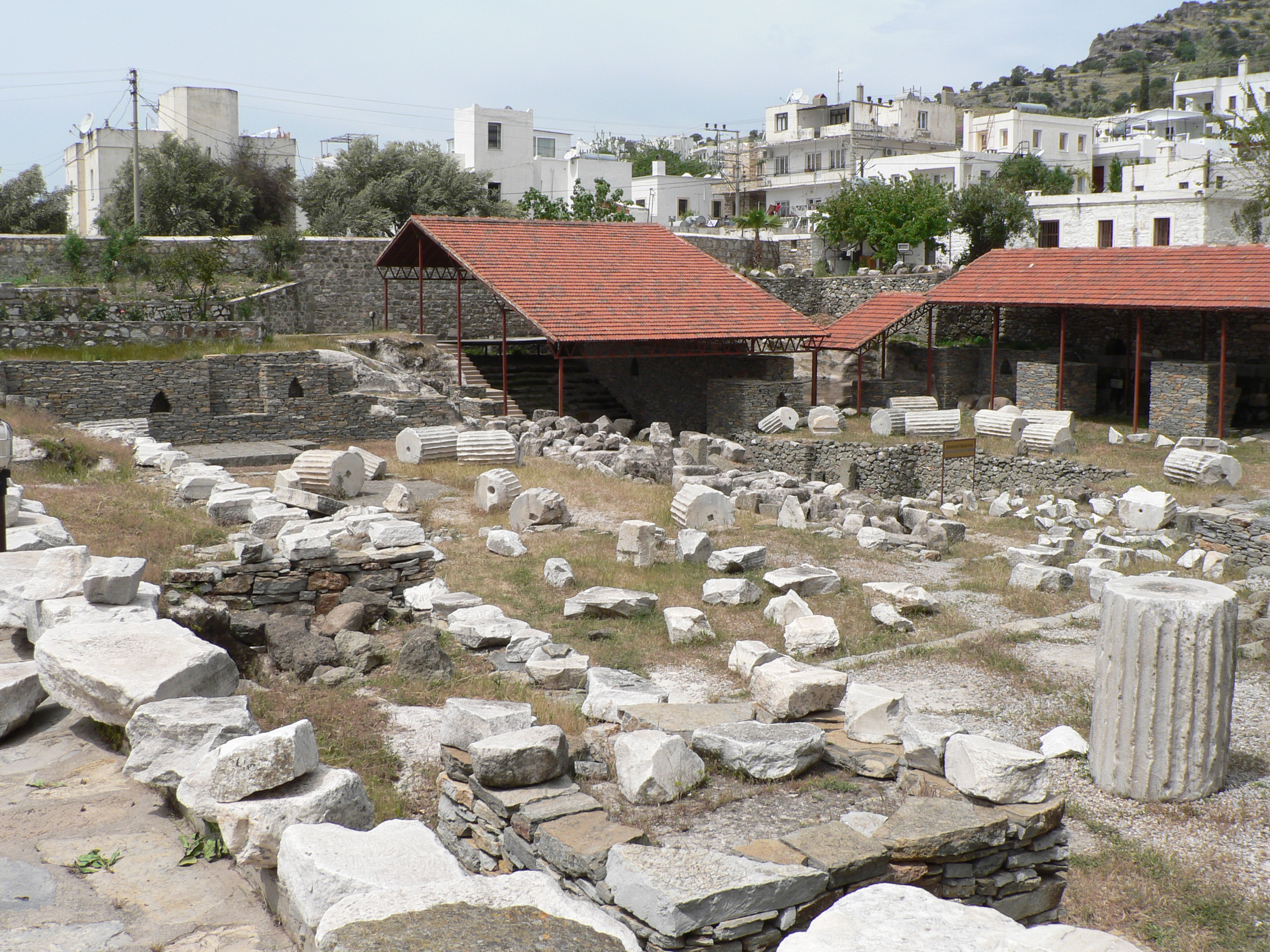
현재 마우솔레움의 유적

19세기에 대영박물관은 보드룸성에 있었던 할리카르나소스의 마우솔레움과 관련된 유물들을 입수했고, 1856년에 그 유적지를 조사하기 위해 고고학자 찰스 토머스 뉴턴을 파견했다. 뉴턴은 플리니우스를 비롯한 고대학자들이 쓴 책을 읽는 등, 대략적인 크기와 위치를 파악하기 위해 노력하였다. 그런데 그들이 직면한 곤란은 가장 유망한 곳이 사람이 사는 주거 지역이었다는 것이었다. 소유자로부터 비싼 가격에 토지를 구입해야만 했지만, 뉴턴은 굴하지 않고 2개월 이상 끈기있게 노력하여, 구입에 성공했다.
그곳을 파들어 가자 과연 벽, 계단 그리고 무덤의 기초가 발굴되었다. 발굴을 계속하자, 뉴턴은 마우솔레움의 무덤을 장식하고 있었던 벽의 일부와 무너진 지붕의 잔해를 발견했다. 또한 지붕 위에 있었던 2m에 달하는 거대한 마차의 잔해도 발굴할 수 있었다. 뉴턴은 후에 이 곳에서 발굴한 대리석들을 몰타로 보냈는데, 이 대리석들은 영국 해군을 위한 항구를 건설하는 데 사용되었다고 한다.
1966년부터 1967년 동안 스웨덴의 대학과 교수진들이 조사를 맡아 진행했다.
현재도 무덤 유적은 보드룸 시내에 남아 있으며, 유적 옆에는 작은 박물관이 세워져 있다. 이 박물관에서는 최근 조사에 근거한 견해와 과거 무덤에 있던 주춧돌이나 조각 등의 유물을 볼 수 있다. 또한 이스탄불에 터키의 역사적인 건축물들 중 하나로 무덤의 모형이 놓여있다. 현재 대영박물관에는 뉴턴들이 찾아낸 유물뿐만 아니라 십자군이 입수한 후 영국의 수중에 들어간 마우솔레움에서 나온 조각상이 전시되어 있다. 유명한 것을 들자면, 지붕 위에 타고 있던 마차의 바퀴와 한 마리의 말의 동상, 77개 조각에서 복원된 마우솔로스 동상, 8마리의 사자상 조각 등이 있다.

## 참고 문헌
- Kristian Jeppesen, et al. The Maussolleion at Halikarnassos, 6 vols.
- Bodream, Jean-Pierre Thiollet, Anagramme Ed., 2010. ISBN 978-2-35035-279-4